# Administració estatal de l'óblast de Donetsk

L'administració estatal de l'óblast de Donetsk (APE de Donetsk) és una administració local estatal de l'óblast de Donetsk, que abans de la guerra al Donbàs estava situada a Donetsk. Després fou traslladada a Mariúpol, mentre que des del 13 d'octubre de 2014 està situada a Kramatorsk. Des del 5 de març de 2015 es diu administració civil i militar de l'óblast de Donetsk. A l'edifici de l'APE a Donetsk actualment està situat el govern de l'autoproclamada RPD.